# Phalaenopsis viridis
Phalaenopsis viridis J.J.Sm., 1907 è una pianta della famiglia delle Orchidacee endemica dell'isola di Sumatra.

## Descrizione
È un'orchidea di piccola taglia, epifita ed occasionalmente litofita, a crescita monopodiale. Presenta un corto fusto che porta un paio di foglie che si restringono verso la base, di forma oblungo-ovata e di colore verde brillante. La fioritura avviene normalmente in primavera, mediante un'infiorescenza racemosa talvolta ramificata che aggetta lateralmente, da eretta a orizzontale, lunga in media 40 centimetri, ricoperta di brattee a forma ovata e portante da pochi a vari fiori. Questi sono grandi in media 4 centimetri, si aprono simultaneamente, hanno consistenza carnosa e sono di colore verde con macchie marroncine in petali e sepali che si presentano di forma lanceolata. Il labello è piccolo e di colore chiaro.

## Distribuzione e habitat
La specie è un endemismo dell'isola di Sumatra, dove cresce epifita sugli alberi di foreste tropicali, oppure litofita su rocce ricoperte di muschio, da 700 a 1300 metri di quota.

## Coltivazione
Questa pianta è bene coltivata in panieri appesi, su supporto di sughero oppure su felci arboree e richiede in coltura esposizione all'ombra, temendo la luce diretta del sole, e temperature calde per tutto il corso dell'anno..